# 什科菲亞洛卡
什科菲亞洛卡（斯洛維尼亞語： 發音：[ˈʃkoːfja ˈloːka] ⓘ），是斯洛文尼亞上卡尼奧拉地区什科菲亞洛卡市鎮的城鎮及行政中心。城镇面积为4.48平方公里，2019年人口数量为11,619人。
第二次世界大戰期間，納粹德國佔領該鎮。什科菲亚洛卡的意思为“主教的湿草地”，指其属天主教慕尼黑-弗赖辛总教区。

## 教堂
當地的堂區教堂是獻給聖詹姆斯。它可以追溯到15世紀。鎮上的其他教堂獻給聖母無原罪、聖安妮、和悲傷聖母。鎮公墓內還有一座獻給耶穌復活的小教堂。

## 名人
- 揚·奧布拉克（1993年出生），職業足球守門員

## 外部連結
- 什科菲亞洛卡市鎮官方网站 （页面存档备份，存于）（斯洛文尼亚文）